# Charles Luck
Charles Luck (Londres, Reino Unido, 19 de noviembre de 1886 - 1 de febrero de 1981) fue un gimnasta artístico británico, medallista de bronce olímpico en Estocolmo 1912 en el concurso por equipos "sistema europeo".

## Carrera deportiva
En las Olimpiadas celebradas en Estocolmo (Suecia) en 1912 consigue el bronce en el concurso por equipos "sistema europeo", tras los italianos (oro) y los húngaros (plata), y siendo sus compañeros de equipo los gimnastas: William Cowhig, Sidney Cross, Harold Dickason, Herbert Drury, Bernard Franklin, Leonard Hanson, Samuel Hodgetts, Albert Betts, William MacKune, Ronald McLean, Alfred Messenger, Henry Oberholzer, Edward Pepper, Edward Potts, Reginald Potts, George Ross, Charles Simmons, Arthur Southern, William Titt, Charles Vigurs, Samuel Walker y John Whitaker.[cita requerida]